# Bakoniho rybník
Bakoniho rybník (też: Bakomi, Pakomi rybník, Tajch svätého Pachómia, Pachómiovo jazero) – jeden z historycznych, sztucznych zbiorników wodnych w rejonie Bańskiej Szczawnicy na Słowacji, zwanych z niemiecka tajchami (niem. der Teich – staw), gromadzących w przeszłości wodę do napędu urządzeń górniczych i hutniczych.

## Położenie
Zbiornik leży na terenie miejscowości Štiavnické Bane, tuż powyżej i na zachód od Veľkiej Vindšachty, ok. 0,5 km od drogi wiodącej ze Štiavnickich Ban do Levic.
Należy do grupy tzw. piargskich tajchów, znajdujących się w rejonie Štiavnickich Bani, dawniej znanym jako Piarg. Zachowały się do dziś 4 tajchy: Tajšok, Bakoniho rybník, Vindšachtské jazero i Evičkino jazero.

## Historia
Według prac geodezyjnych Samuela Mikovíniego nad istniejącą już Veľką Vindšachtą znajdowało się miejsce na akumulację wody spływającej z Veľkégo Richnavskégo jazera. Mikovíni uznał, że przestrzeń ta mogłaby być wykorzystana albo poprzez budowę nowego zbiornika, albo przez znaczne i przez to problematyczne podwyższenie wału zapory starszej Veľkiej Vindšachty. Wraz z budową Górnego Hodrušskiego Kanału Zbiorczego (słow. Horný Hodrušský zberný jarok) zwiększyła się również ilość wychwytywanej wody z dorzecza Hronu. Ostatecznie powstał tajch Bakomi, który został zbudowany według projektu Tadeáša Brinna (ucznia Samuela Mikovíniego) z 1735 roku. Budowę ukończono w 1737 r. (niektórzy autorzy podają rok 1738 lub nawet 1740), równocześnie z budową tajchów Richnavskich.
Już 50 lat po zakończeniu budowy trzeba było naprawiać tamę tajchu Bakomi. W tym czasie tajch oznaczano jako opuszczony, a stare drewniane rury systemu upustowego musiały być wymieniono na żeliwne. Tajch od początku miał problem ze szczelnością zapory i do dziś, z uwagi na przecieki, jest on tylko w połowie wypełniony wodą.
Obecnie zbiornik służy do celów rekreacyjnych, ale pozostaje nieco „w cieniu” tajchów Vindšachta i Evička. Wielu turystów, którzy odwiedzili region bańskoszczawnicki, nawet nie wie, że istnieje tajch Bakomi.

## Charakterystyka
Zbiornik leży na wysokości 711 m n.p.m. Całkowita powierzchnia zbiornika wynosi 1,2 ha, a objętość 183 200 m³. Długość korony zapory wynosi 113 m, jaj maksymalna szerokość 13 m. Wysokość korony zapory ponad otaczający teren wynosi 16 m. Maksymalna głębokość zbiornika 14 m.
Poprzez Richňavské tajchy Bakomi zasilany jest z rozległego systemu kanałów zbiorczych (słow. jarkov) – Hodrušských, Kopanických, Vysockých i Dekýšskych, o łącznej długości ponad 20 km, z czego 1280 m stanowią podziemne wodne sztolnie. Odpływ wody następuje do Veľkiej Vindšachty. W przeszłości miało połączenie podziemnym kanałem (wodną sztolnią) z nieistniejącym już zbiornikiem Malá (Dolná) Vindšachta.